# Dialecto santandereano-tachirense
El dialecto santandereano-tachirense, conocido como español santandereano en Colombia y dialecto andino tachirense en Venezuela, es una variedad lingüística del español que se emplea tanto en el habla como en la escritura en la región de los Santanderes, en el nororiente de Colombia, y en el estado Táchira, en los Andes venezolanos.

## Historia
El dialecto santandereano-tachirense es el resultado de una profunda influencia sociocultural e histórica, producto del mestizaje entre europeos e indígenas en la región. Principalmente, su desarrollo lingüístico fue moldeado por la impronta de los conquistadores españoles, en su mayoría provenientes del norte y del centro de la península ibérica, quienes habitaron estos territorios durante siglos.
Asimismo, el habla característica de esta zona refleja la herencia de los pueblos indígenas autóctonos, tales como los guanes, yariguíes, timotocuicas, chitareros, muiscas, laches y motilones, célebres por su indomable espíritu y valentía al resistir la colonización española en defensa de sus tierras.

## Elementos característicos

### Fonética

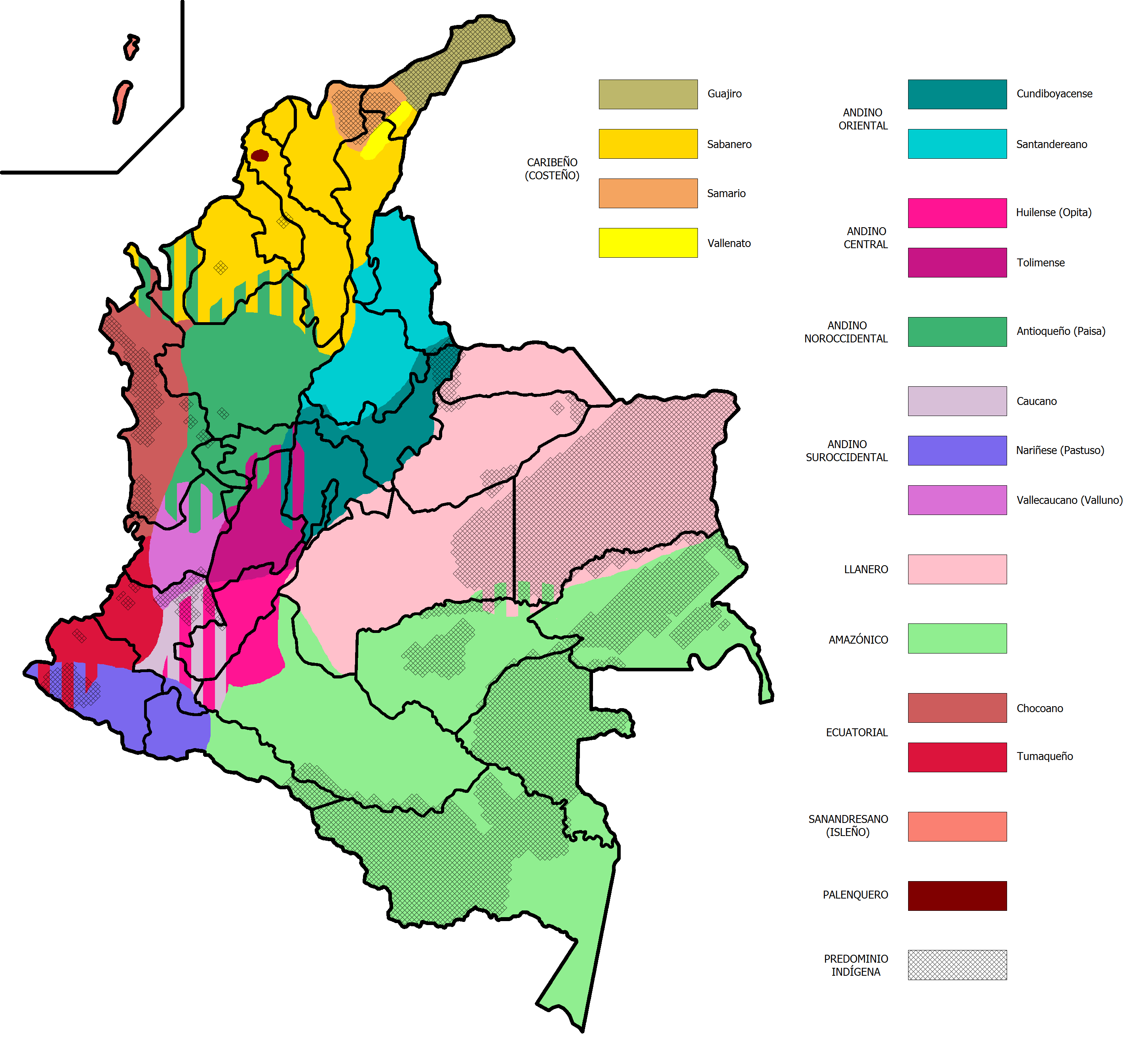
Dialecto santandereano en color celeste.

- Dialecto santandereano en color celeste.Es descrito por colombianos de otras regiones del país y extranjeros hispanohablantes como un acento algo seco, enfático, tajante y de entonación recia y fuerte. Esto último se debe a que la región fue habitada predominantemente por españoles castellanos y del norte de la península durante los trescientos años del periodo monárquico del país.
- La /s/ final nunca se debilita pero en ocasiones se aspira en contexto intervocálico, como ocurre en gran parte del país.
- La /n/ final es alveolar como en el resto de la Región Andina y no velar como en las zonas costeras.
- La "j" tiene una pronunciación glotal o relajada /h/ como en gran parte del país y no velar como en México, Perú o España.
- Hay ausencia de yeísmo, marcándose claramente la distinción entre la letra «y» /ʝ/ y el dígrafo «ll» /ʎ/, en palabras como por ejemplo: arroyo (corriente de agua de escaso caudal) y arrollo (presente del verbo arrollar), cayo (islote) y callo (dureza de la piel), calló (pasado del verbo callar) y cayó (pasado del verbo caer), valla (cartelera situada en la vía con fines publicitarios) y vaya (del verbo ir) o malla (tejido de red) y maya (indígena de Yucatán); a diferencia de gran parte del país y el resto de Hispanoamérica donde el yeísmo es predominante.
- Las /b/, /d/ y /g/ se pronuncian aproximantes entre vocales pero son oclusivas tras consonante.

### Morfología

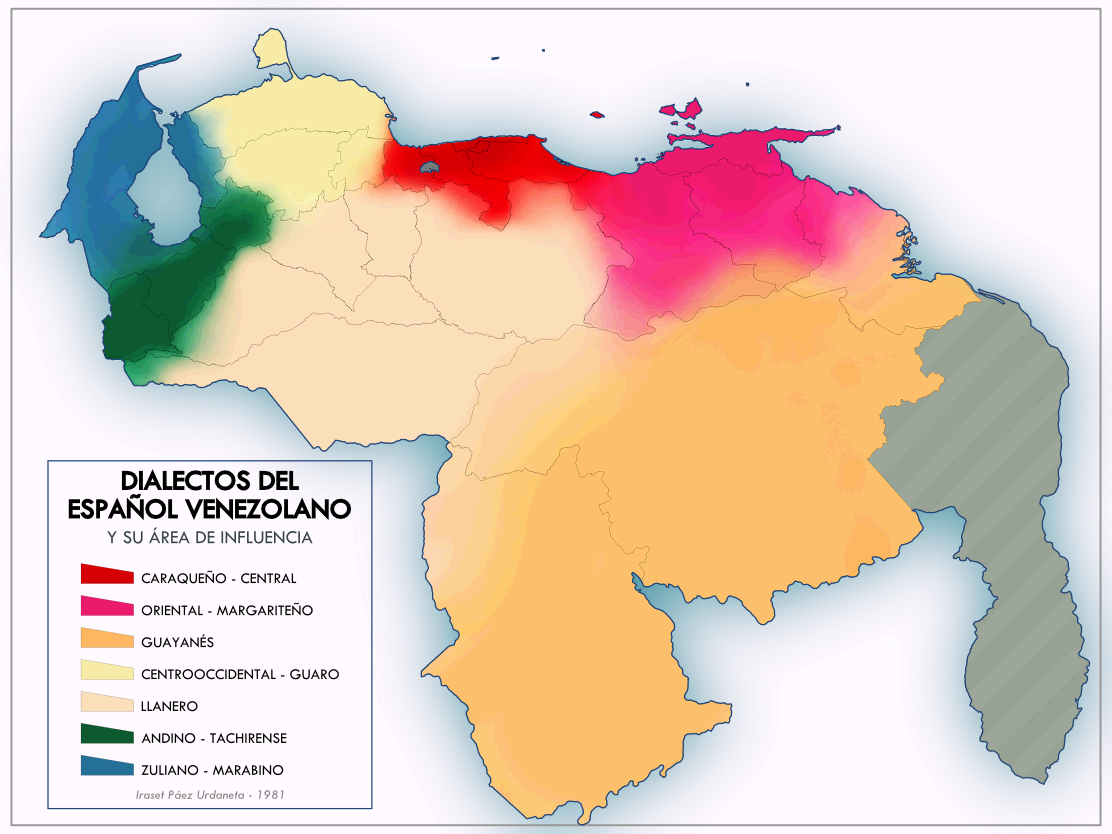
Dialecto andino-tachirense en color verde.

Entre sus características principales se incluyen el uso mayoritario y casi generalizado del ustedeo (tratándose de usted), que es empleado tanto en circunstancias formales como informales como en la mayor parte del interior colombiano. El trato generalizado de usted tiene arraigadas raíces en su cultura política, en tanto que fue vigorosamente influenciada por liberales radicales del siglo XIX; en la región, el trato igualitario se impuso por sobre cualquier expresión de privilegio o pleitesía, siendo el "usted" y el "ciudadano" la forma optada muy mayoritariamente como la más apropiada y acorde para referirse hacia el otro, entre personas tangiblemente iguales en libertades, derechos y deberes ciudadanos que se presupone y sobrentendido son, los interlocutores (dejando atrás expresiones jerarquizadoras como puede ser el "su merced" o "sumercé", que sí es amplia y coloquialmente empleado en algunas otras regiones del país). Recientemente, el tuteo se ha venido empleando en conversaciones entre familiares y amigos de confianza; pero solo es bien visto en conversaciones entre mujeres, o entre hombres y mujeres, mas no en conversaciones entre hombres, ya que es considerado una falta a la debida o sugerida distancia, respeto y entendimiento mutuo hacerlo en la esfera pública; solamente es bien visto el tuteo entre dos hombres si son familiares o de muy íntima cercanía, y sin embargo no es algo muy usual en lo genérico. En esta región de Colombia se da el voseo en determinadas zonas del departamento de Norte de Santander, como el municipio de Ocaña y municipios aledaños a este, mas no se emplea en el habla formal ni informal de ciudades capitales como son Bucaramanga o Cúcuta; al igual que tampoco en capitales de la zona dialectal venezolana en la que es hablado como el caso de  San Cristóbal,  Mérida o  Trujillo es de cotidiano uso este fenómeno lingüístico en particular.